# Schloss Kainberg
Schloss Kainberg är ett slott i Österrike.   Det ligger i distriktet Graz-Umgebung och förbundslandet Steiermark, i den östra delen av landet, 130 km sydväst om huvudstaden Wien. Schloss Kainberg ligger 542 meter över havet.
Terrängen runt Schloss Kainberg är kuperad åt nordväst, men åt sydost är den platt. Runt Schloss Kainberg är det ganska tätbefolkat, med 86 invånare per kvadratkilometer.. Närmaste större samhälle är Graz, 13,4 km sydväst om Schloss Kainberg. 
I omgivningarna runt Schloss Kainberg växer i huvudsak blandskog.